# 扭果柄龙胆
扭果柄龙胆（学名：Gentiana harrowiana）为龙胆科龙胆属的植物，是中国的特有植物。分布于中国大陆的云南等地，生长于海拔3,600米至4,500米的地区，一般生于山坡草地。

## 异名
- Gentiana streptopoda Balf. f. et Forrest ex Marq.